# Водичний (Зарічанське лісництво, квартал 14, виділи 10, 11)
Водичний — заповідне урочище місцевого значення. Об'єкт розташований на території Надвінянського району Івано-Франківської області, Зарічанське лісництво, квартал 14, виділи 10, 11.
Площа — 21,6000 га, статус отриманий у 1988 році.